# Парамес (Нью-Джерсі)
Парамес (англ. Paramus) — місто (англ. borough) в США, в окрузі Берген штату Нью-Джерсі. Населення — 26 698 осіб (2020).

## Географія
Парамес розташований за координатами 40°56′50″ пн. ш. 74°4′16″ зх. д. / 40.94722° пн. ш. 74.07111° зх. д. (40.947309, -74.070989).  За даними Бюро перепису населення США в 2010 році місто мало площу 27,25 км², з яких 27,12 км² — суходіл та 0,13 км² — водойми.

## Демографія
Згідно з переписом 2010 року, у селищі мешкали 26 342 особи в 8630 домогосподарствах у складі 6940 родин. Було 8915 помешкань
Расовий склад населення:
| - 72,3 % — білих - 22,3 % — азіатів - 1,4 % — чорних або афроамериканців - 0,1 % — корінних американців - 1,4 % — осіб інших рас |

До двох чи більше рас належало 2,5 %. Частка іспаномовних становила 7,3 % від усіх жителів.
За віковим діапазоном населення розподілялося таким чином: 21,5 % — особи молодші 18 років, 56,6 % — особи у віці 18—64 років, 21,9 % — особи у віці 65 років та старші. Медіана віку мешканця становила 46,3 року. На 100 осіб жіночої статі у селищі припадало 94,9 чоловіків;  на 100 жінок у віці від 18 років та старших — 91,7 чоловіків також старших 18 років.
Середній дохід на одне домашнє господарство  становив 128 688 доларів США (медіана — 100 272), а середній дохід на одну сім'ю — 146 871 долар (медіана — 118 960). Медіана доходів становила 74 448 доларів для чоловіків та 59 286 доларів для жінок. За межею бідності перебувало 3,0 % осіб, у тому числі 4,9 % дітей у віці до 18 років та 3,3 % осіб у віці 65 років та старших.
Цивільне працевлаштоване населення становило 12 336 осіб. Основні галузі зайнятості: освіта, охорона здоров'я та соціальна допомога — 24,4 %, роздрібна торгівля — 13,3 %, науковці, спеціалісти, менеджери — 13,2 %.